# Kukersite

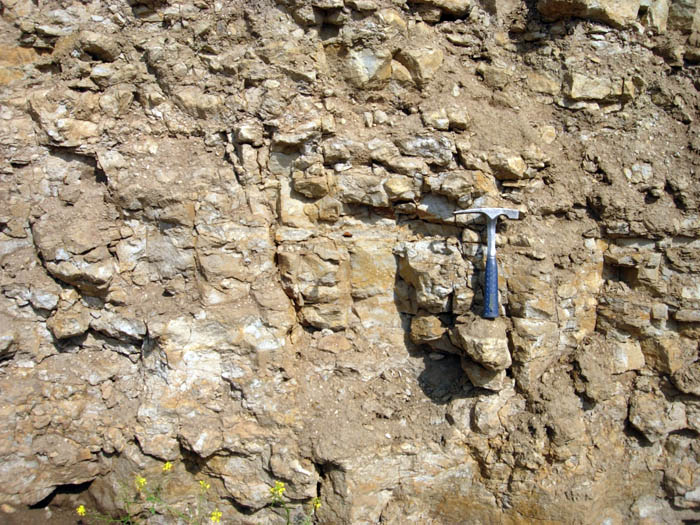
Afloramento de xisto betuminoso Ordoviciano (tipo kukersite), no Norte da Estônia

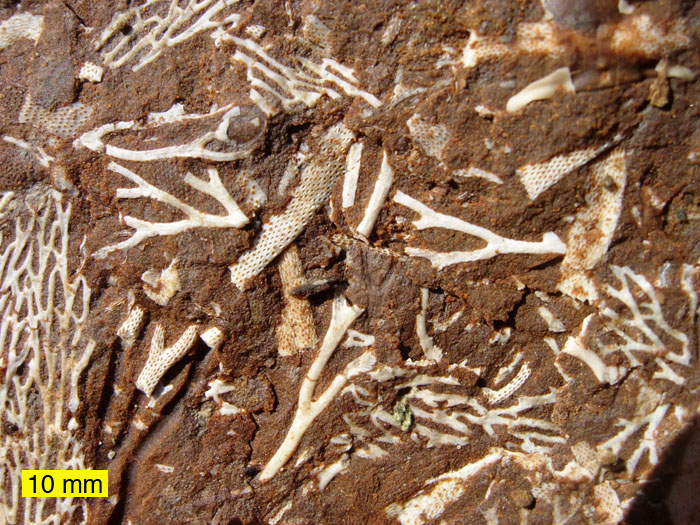
Fósseis (vários ectoprotos) no período Ordoviciano de xisto betuminoso tipo kukersite, no Norte da Estônia

Kukersite é um tipo de xisto betuminoso marinho do período Ordoviciano, encontrado na Bacia de Xisto Betuminoso do Mar Báltico na Estônia e no Noroeste da Rússia. Foi nomeado assim devido à instalação da vila de Kukruse, na Estônia, em 1917 pelo paleontólogo russo Mikhail Zalessky.
O depósito de kukersite na Estônia é um dos maiores do mundo em questão de teor de xisto betuminoso, com mais de 40% de conteúdo orgânico e 66% de taxa de conversão em xisto betuminoso e gás. O rendimento de óleo proveniente do kukersite é de 30 a 47% do rendimento do xisto, em relação ao mesmo peso. A maior parte do querogênio é derivado do fóssil da alga verde Gloeocapsomorpha prisca, que tem afinidade com a moderna cyanobacteria Entophysalis major, uma espécie existente que forma tapetes algais desde o médiolitoral até as águas rasas litorâneas.
O kukersite na Estônia ocorre às vezes como uma camada cálcaria de 2,5-3 metros de espessura. Ao longo da costa o Kukersite fica perto da superfície e em depressões ao sul, então os depósitos são encontrados em profundidades de 7 a 100 m.
A matriz mineral predominantemente inclui calcita de baixo magnésio, dolomita, e minerais siliciclásticos. Eles não são ricos em metais pesados.